# 米洛什·丘克
米洛什·丘克（1990年12月21日—）生于诺维萨德，是一名塞尔维亚男子水球运动员。他的哥哥Marko同样也是水球选手。他在伏伊伏丁那的一间水球学校练习水球，2009年加入成年国家队。